# Basse-Rhénanie

Localisation de la Basse-Rhénanie sur la carte de l'Allemagne.

La Basse-Rhénanie (en allemand : Niederrhein) est la zone géographique du Land de Rhénanie-du-Nord-Westphalie en Allemagne qui borde le sud-est des Pays-Bas et qui est drainée par le Rhin.
La Basse-Rhénanie comprend les arrondissements (Kreis) de Clèves, Wesel, Viersen, Rhin Neuss et Heinsberg ainsi que les villes-arrondissements de Düsseldorf, Duisbourg, Krefeld et Mönchengladbach, et des parties des villes d'Isselburg et d'Oberhausen.
Cette région d'Allemagne a la particularité d'être culturellement très liée avec les Pays-Bas, en particulier par la langue. En effet les habitants de la région parlent traditionnellement un dialecte néerlandais.